# African-American Film Critics Association Awards 2005
3. ročník udílení African-American Film Critics Association Awards se konal dne 30. prosince 2005.  

## Vítězové

### Žebříček nejlepších deseti filmů
1. Crash
2. Nepohodlný
3. Dobrou noc a hodně štěstí
4. Zkrocená hora
5. Syriana
6. Walk the Line
7. Snaž se a jeď
8. Capote
9. Batman začíná
10. Její případ

### Nejlepší herec
- Terrence Howard – Snaž se a jeď

### Nejlepší herečka
- Felicity Huffmanová – Transamerika

### Celoživotní ocenění
- John Singleton, producent Snaž se a jeď